# Zumbi (Recife)
Zumbi é um bairro do Recife, Pernambuco. Compõe a RPA4, Microrregião 4.1.
Faz limite com os bairros da Torre, Madalena, Prado e Cordeiro.

## História
O local onde hoje existe o bairro era um sítio de propriedade de Constâncio Maranhão. Na década de 1920 foi arrendado a um senhor conhecido por Major Pessoa, e o sítio passou a denominar-se Sítio do Major.
Com a morte do arrendatário, o sítio mudou de mãos. Mas, em decorrência de dizerem ali aparecer assombração, passou chamar-se Zumbi.

## Demografia
- Área territorial: 41 hectares
- População: 6.033 habitantes[nota 1]
  - Masculina:2.678
  - Feminina: 3.355
- Densidade demográfica: 148,22 hab./ha.

68,4% dos habitantes estão na faixa etária 15 a 64 anos.

## Edificações
- Grupo Escoteiro Maciel Pinheiro
- Instituto Helena Lubienska[5]
- Centro de Apoio Psicossocial em Álcool e Outras Drogas (CAPS – AD – Eulâmpio Cordeiro)[3]
- Capela Escola Santa Terezinha
- Casa de Apoio ao Idoso Vovó Bibia
- Associação Cultural e Comunitária do Bairro do Zumbi[6]
- Compaz Miguel Arraes de Alencar[7]